# 阿爾及爾天文台

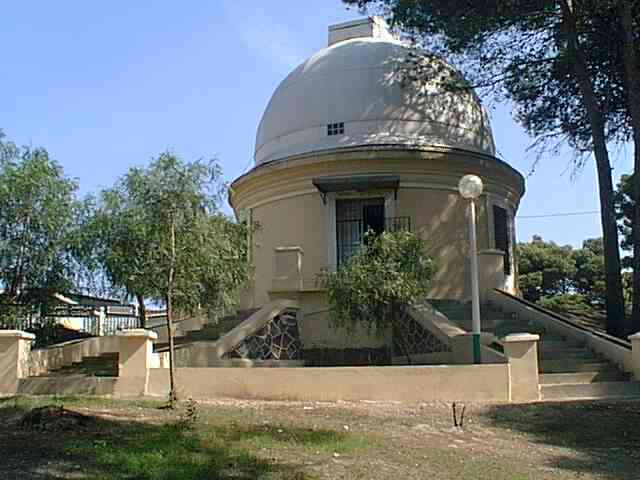
阿爾及爾天文台一景。

阿爾及爾天文台（阿拉伯语：مركز البحث في علم الفلك والفيزياء الفلكية والجيوفيزياء）是19世紀末在北非阿爾及利亞首府阿爾及爾市郊布扎雷阿建立的天文台。他參加了天文星圖計畫在-2至+4度天區的攝影，在1891年至1911年共拍攝了1,260張乾片。在這段時間結尾時，這個機構的台長是弗朗索瓦·貢內西亞特。

## 天文學家
在這個天文台工作過的天文學家有：
- Alfred Schmitt
- 路易·博耶（Louis Boyer）
- Odette Bancilhon
- Benjamin Jekhowsky
- 弗雷德里克·西
- 喬尼·菲利普·拉格魯拉（Joanny-Philippe Lagrula）

他們都是法國天文學家。

## 外部連結
- （法文） CRAAG official website （页面存档备份，存于）

36°26′24″N 3°07′48″W / 36.440000001°N 3.130000001°W